# Christelle Doumergue
Christelle Doumergue, coniugata Leguiarder (Lione, 28 novembre 1963 – Clermont-Ferrand, 24 gennaio 2023), è stata una cestista francese.

## Carriera
Con la Francia ha disputato quattro edizioni dei Campionati europei (1980, 1985, 1987, 1989).